# A Page from Life
A Page from Life est un film muet américain réalisé par Frank Lloyd et sorti en 1914.

## Fiche technique
- Titre : A Page from Life
- Réalisation : Frank Lloyd
- Scénario : Frank Lloyd
- Production : Rex Motion Picture Company
- Distribution : Universal Film Manufacturing Company
- Genre : Film dramatique
- Date de sortie :
  - États-Unis : 20 décembre 1914

## Distribution
- Herbert Rawlinson : Maybrick
- Ann Little : Rita Carter
- Frank Lloyd : Charles Breen
- William Worthington : Carter